# Giro di Slovenia 2023
Il Giro di Slovenia 2023, ventinovesima edizione della corsa e valido come evento dell'UCI ProSeries 2023 categoria 2.Pro, si svolse in cinque tappe dal 14 al 18 giugno 2023 su un percorso di 836,2 km, con partenza da Celje e arrivo a Novo Mesto, in Slovenia. La vittoria fu appannaggio dell'italiano Filippo Zana, il quale completò il percorso in 20h00'24", precedendo lo sloveno Matej Mohorič e il connazionale Diego Ulissi.

## Tappe
| Tappa  | Data      | Percorso                | km    | Vincitore di tappa | Leader cl. generale |
| ------ | --------- | ----------------------- | ----- | ------------------ | ------------------- |
| 1ª     | 14 giugno | Celje > Rogaška Slatina | 189,5 | Dylan Groenewegen  | Dylan Groenewegen   |
| 2ª     | 15 giugno | Žalec > Ormož           | 163,7 | Dylan Groenewegen  | Dylan Groenewegen   |
| 3ª     | 16 giugno | Grosuplje > Postumia    | 173,4 | Ide Schelling      | Dylan Groenewegen   |
| 4ª     | 17 giugno | Lubiana > Caporetto     | 167   | Jesús David Peña   | Filippo Zana        |
| 5ª     | 18 giugno | Vrhnika > Novo Mesto    | 142,6 | Matej Mohorič      | Filippo Zana        |
| Totale | Totale    | Totale                  | 836,2 |                    |                     |

## Squadre e corridori partecipanti
| N.    | Cod. | Squadra                           |
| ----- | ---- | --------------------------------- |
| 1-7   | UAD  | UAE Team Emirates                 |
| 11-17 | BOH  | Bora-Hansgrohe                    |
| 21-27 | JAY  | Team Jayco AlUla                  |
| 31-36 | TBV  | Bahrain Victorious                |
| 41-47 | HPM  | Human Powered Health              |
| 51-57 | EOK  | Eolo-Kometa Cycling Team          |
| 61-67 | BWB  | Bingoal WB                        |
| 71-77 | GBF  | Green Project-BardianiCSF-Faizanè |
| 81-87 | EUS  | Euskaltel-Euskadi                 |
| 91-97 | COR  | Corratec Selle Italia             |

| N.      | Cod. | Squadra                            |
| ------- | ---- | ---------------------------------- |
| 101-107 | EKP  | Equipo Kern Pharma                 |
| 111-117 | Q36  | Q36.5 Pro Cycling Team             |
| 121-127 | CJR  | Caja Rural-Seguros RGA             |
| 131-137 | TUD  | Tudor Pro Cycling Team             |
| 141-147 | ADR  | Adria Mobil                        |
| 151-156 | CTK  | Cycling Team Kranj                 |
| 161-167 | LGS  | Ljubljana Gusto Santic             |
| 171-177 | VBG  | Team Vorarlberg                    |
| 181-187 | RBB  | RRK Group-Pierre Baguette-Benzinol |
| 191-197 | SVN  | Slovenia                           |

## Dettagli delle tappe

### 1ª tappa
- 14 giugno: Celje > Rogaška Slatina - 189,5 km

Risultati
| Pos. | Corridore         | Squadra | Tempo    |
| ---- | ----------------- | ------- | -------- |
| 1    | Dylan Groenewegen | Jayco   | 4h33'23" |
| 2    | Phil Bauhaus      | Bahrain | s.t.     |
| 3    | Matteo Moschetti  | Q36.5   | s.t.     |

| Pos. | Corridore         | Squadra | Tempo    |
| ---- | ----------------- | ------- | -------- |
| 1    | Dylan Groenewegen | Jayco   | 4h33'13" |
| 2    | Phil Bauhaus      | Bahrain | a 4"     |
| 3    | Matteo Moschetti  | Q36.5   | a 6"     |

### 2ª tappa
- 15 giugno: Žalec > Ormož – 163,7 km

Risultati
| Pos. | Corridore         | Squadra | Tempo    |
| ---- | ----------------- | ------- | -------- |
| 1    | Dylan Groenewegen | Jayco   | 3h49'39" |
| 2    | Matteo Moschetti  | Q36.5   | s.t.     |
| 3    | Phil Bauhaus      | Bahrain | s.t.     |

| Pos. | Corridore         | Squadra | Tempo    |
| ---- | ----------------- | ------- | -------- |
| 1    | Dylan Groenewegen | Jayco   | 8h22'42" |
| 2    | Matteo Moschetti  | Q36.5   | a 10"    |
| 3    | Phil Bauhaus      | Bahrain | s.t.     |

### 3ª tappa
- 16 giugno: Grosuplje > Postumia – 173,4 km

Risultati
| Pos. | Corridore        | Squadra | Tempo    |
| ---- | ---------------- | ------- | -------- |
| 1    | Ide Schelling    | Bora    | 4h08'42" |
| 2    | Luka Mezgec      | Jayco   | s.t.     |
| 3    | Robin Froidevaux | Tudor   | s.t.     |

| Pos. | Corridore         | Squadra | Tempo     |
| ---- | ----------------- | ------- | --------- |
| 1    | Dylan Groenewegen | Jayco   | 12h31'24" |
| 2    | Ide Schelling     | Bora    | a 10"     |
| 3    | Luka Mezgec       | Jayco   | a 14"     |

### 4ª tappa
- 17 giugno: Lubiana > Caporetto – 167 km

Risultati
| Pos. | Corridore        | Squadra | Tempo    |
| ---- | ---------------- | ------- | -------- |
| 1    | Jesús David Peña | Jayco   | 4h20'46" |
| 2    | Filippo Zana     | Jayco   | a 17"    |
| 3    | Diego Ulissi     | UAE     | s.t.     |

| Pos. | Corridore         | Squadra | Tempo     |
| ---- | ----------------- | ------- | --------- |
| 1    | Filippo Zana      | Jayco   | 16h52'41" |
| 2    | Diego Ulissi      | UAE     | a 1"      |
| 3    | Lorenzo Fortunato | Eolo    | a 6"      |

### 5ª tappa
- 18 giugno: Vrhnika > Novo mesto – 142,6 km

Risultati
| Pos. | Corridore     | Squadra | Tempo    |
| ---- | ------------- | ------- | -------- |
| 1    | Matej Mohorič | Bahrain | 3h07'49" |
| 2    | Filippo Zana  | Jayco   | s.t.     |
| 3    | Luka Mezgec   | Jayco   | a 16"    |

| Pos. | Corridore     | Squadra | Tempo     |
| ---- | ------------- | ------- | --------- |
| 1    | Filippo Zana  | Jayco   | 20h00'24" |
| 2    | Matej Mohorič | Bahrain | a 18"     |
| 3    | Diego Ulissi  | UAE     | a 23"     |

## Evoluzione delle classifiche
| Tappa              | Vincitore          | Classifica generale Maglia verde | Classifica a punti Maglia rossa | Classifica scalatori Maglia blu | Classifica giovani Maglia bianca | Classifica a squadre   |
| ------------------ | ------------------ | -------------------------------- | ------------------------------- | ------------------------------- | -------------------------------- | ---------------------- |
| 1ª                 | Dylan Groenewegen  | Dylan Groenewegen                | Dylan Groenewegen               | Andrea Garosio                  | Raúl García Pierna               | Caja Rural-Seguros RGA |
| 2ª                 | Dylan Groenewegen  | Dylan Groenewegen                | Dylan Groenewegen               | Giovanni Aleotti                | Raúl García Pierna               | Caja Rural-Seguros RGA |
| 3ª                 | Ide Schelling      | Dylan Groenewegen                | Dylan Groenewegen               | Viktor Potočki                  | Raúl García Pierna               | Caja Rural-Seguros RGA |
| 4ª                 | Jesús David Peña   | Filippo Zana                     | Ide Schelling                   | Samuele Zoccarato               | Raúl García Pierna               | Equipo Kern Pharma     |
| 5ª                 | Matej Mohorič      | Filippo Zana                     | Ide Schelling                   | Samuele Zoccarato               | Raúl García Pierna               | Equipo Kern Pharma     |
| Classifiche finali | Classifiche finali | Filippo Zana                     | Ide Schelling                   | Samuele Zoccarato               | Raúl García Pierna               | Equipo Kern Pharma     |

Maglie indossate da altri ciclisti in caso di due o più maglie vinte
- Nella 2ª tappa Phil Bauhaus ha indossato la maglia rossa al posto di Dylan Groenewegen.
- Nella 3ª tappa Matteo Moschetti ha indossato la maglia rossa al posto di Dylan Groenewegen.
- Nella 4ª tappa Ide Schelling ha indossato la maglia rossa al posto di Dylan Groenewegen.

## Classifiche finali

### Classifica generale - Maglia verde
| Pos. | Corridore         | Squadra     | Tempo     |
| ---- | ----------------- | ----------- | --------- |
| 1    | Filippo Zana      | Jayco       | 20h00'24" |
| 2    | Matej Mohorič     | Bahrain     | a 18"     |
| 3    | Diego Ulissi      | UAE         | a 23"     |
| 4    | Giovanni Aleotti  | Bora        | a 33"     |
| 5    | Jesús David Peña  | Jayco       | a 34"     |
| 6    | Lorenzo Fortunato | Eolo        | a 46"     |
| 7    | Ben Zwiehoff      | Bora        | a 50"     |
| 8    | Paul Double       | Human       | a 1'05"   |
| 9    | Wout Poels        | Bahrain     | s.t.      |
| 10   | Jordi López       | Kern Pharma | a 1'31"   |

### Classifica a punti - Maglia rossa
| Pos. | Corridore        | Squadra | Punti |
| ---- | ---------------- | ------- | ----- |
| 1    | Ide Schelling    | Bora    | 54    |
| 2    | Robin Froidevaux | Tudor   | 42    |
| 3    | Matej Mohorič    | Bahrain | 40    |
| 4    | Filippo Zana     | Jayco   | 40    |
| 5    | Luka Mezgec      | Jayco   | 38    |

### Classifica scalatori - Maglia blu
| Pos. | Corridore         | Squadra     | Punti |
| ---- | ----------------- | ----------- | ----- |
| 1    | Samuele Zoccarato | Gr. Project | 16    |
| 2    | Filippo Zana      | Jayco       | 12    |
| 3    | Jesús David Peña  | Jayco       | 10    |
| 4    | Colin Stüssi      | Vorarlberg  | 8     |
| 5    | Lukas Meiler      | Vorarlberg  | 7     |

### Classifica giovani - Maglia bianca
| Pos. | Corridore           | Squadra     | Punti     |
| ---- | ------------------- | ----------- | --------- |
| 1    | Raúl García Pierna  | Kern Ph.    | 20h02'58" |
| 2    | Marcel Camprubí     | Q36.5       | a 1'10"   |
| 3    | E. Svestad-Bårdseng | Human       | a 5'17"   |
| 4    | Gal Glivar          | Adria Mobil | a 18'26"  |
| 5    | Dylan Hopkins       | Ljubljana   | a 18'55"  |

### Classifica a squadre
| Pos. | Squadra                           | Tempo     |
| ---- | --------------------------------- | --------- |
| 1    | Equipo Kern Pharma                | 60h09'57" |
| 2    | Green Project-BardianiCSF-Faizanè | a 3'01"   |
| 3    | Human Powered Health              | a 3'19"   |
| 4    | Caja Rural-Seguros RGA            | a 6'10"   |
| 5    | Q36.5 Pro Cycling Team            | a 6'24"   |